# Балтата
Балтата е поддържан резерват в Североизточна България. Разположен е на черноморското крайбрежие в землището на с. Оброчище, община Балчик, област Добрич.
Обявен е на 20 април 1978 г. Прекатегоризиран на поддържан резерват на 15 октомври 1999 г. Целта му е да опазва естествена лонгозна гора с принадлежащата и флора и фауна.
Резерватът обхваща най-северно разположената лонгозна гора в България, по устието на р. Батова. Реката извира от Франгенското плато под името Джевизлийска река. Тече на север, а при село Батово завива на изток, като се влива в Черно море между Варна и Балчик. Формира се от карстови извори. Тя е единствената непресъхваща река в добруджанския край. Устието ѝ е лиман и там се намира резерватът. Балтата е разположен в непосредствена близост до ваканционно селище Албена.

## Флора
Специфичните климатични условия, наличието на богати алувиални песъчливо-глинести почви и значителната влажност са благоприятна предпоставка за развитие на лонгозни гори по тези места. В горите с такъв характер преобладават два дървесни вида – полски бряст и остролист ясен. Достигат до 30 – 35 м височина. От по-често срещащите се дървесни видове следват летен дъб, полски клен, дива круша, обикновен габър, черна елша, бяла топола, бяла върба и др. Гората е издънкова, като средната и възраст е 45 – 50 години. Подлесът се характеризира с широко разпространение на обикновен и черен глог, кучешки дрян, къпина, шипка, широколистен чашкодрян, леска, калина и др.
От лианите най-често се среща скрипката. В миналото тя е образувала плътен и бодлив пояс, които е правел гората непристъпна. Наред със скрипката все още са се запазили гърбачът, бръшлянът, дивата лоза и обикновеният повет. Многото увивни растения, които гъсто се преплитат или се спускат от дърветата, придават на гората вид на джунгла.
От тревните видове много характерни са блатно кокиче, перуника, див зюмбюл и няколко вида лютичета, очиболец, воден морач, бял и черен оман, момкова сълза, острица, мехунка, върбовка, медицинска ружа, а тръстиката е завладяла разливите на реката и дава убежище на много водолюбиви птици.